# 阳早
阳早（英語：Erwin "Sid" Engst，音译：欧文·“锡德”·恩斯特，1918年11月9日—2003年12月25日），美国伊利诺伊州人，曾就读于康奈尔大学农牧专业。长期在中国的外国专家，专长是奶牛饲养和改良。

## 生平

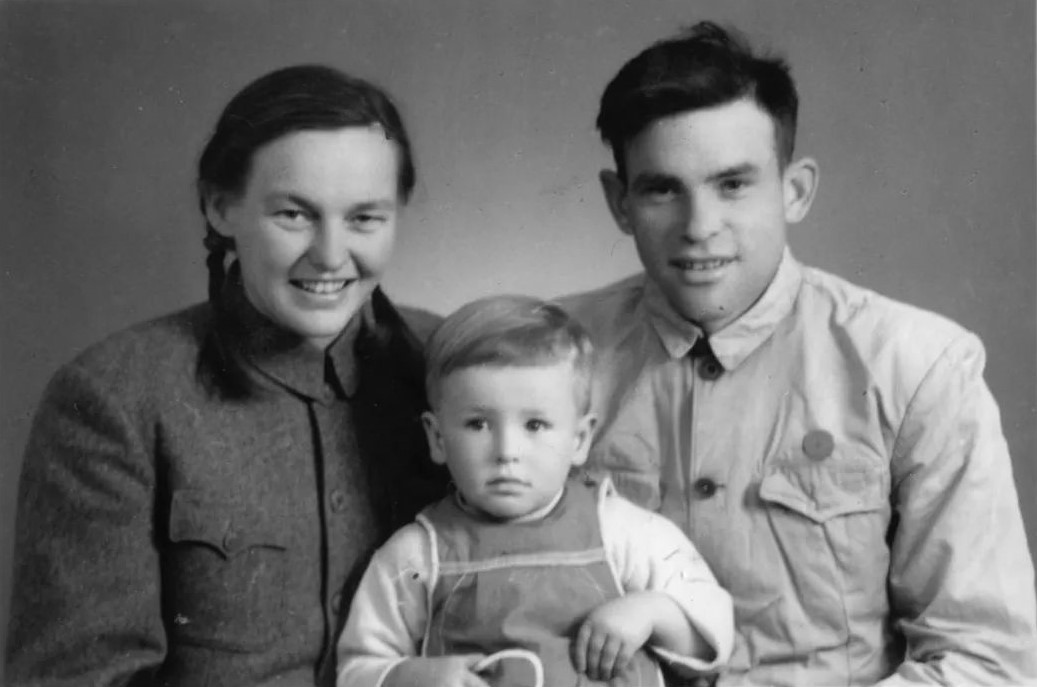
寒春、阳早和1岁多的阳和平（摄于1954年）

阳早于1918年生于伊利诺伊州的一个小农场主家庭。1946年以联合国善后救济总署畜牧专家身份来华。同年10月到延安。此前1946年1月共产党员新闻记者羊枣死于国民政府监狱，有人便给恩斯特取了一个谐音的名字“阳早”。1948年与来自美国的寒春到陕西定远县三边牧场开始指导农民养奶牛，1949年两人结婚。1955年，又转到西安草滩农场。
1966年4月回北京，分配到中国电影发行公司做翻译。夏天，与史克、寒春、安汤珊合写了一张大字报，反对给外国人特殊待遇。随后参加了造反派的战斗队。因为不习惯城市生活，他们多次打报告要求回农场。1972年来到北京市红星公社工作。1979年10月任中华人民共和国农业机械部顾问。1982年后在北京沙河镇小王庄农业机械化科学研究院农机实验站从事牛群饲养和改良的工作20年。
在1996年接受CNN采访时，谈及上世纪70年代末开始的中国改革开放，他和妻子寒春表示他们“目睹了自己社会主义梦想的崩溃”，因为中国人接纳了西式资本主义。
逝世前为原机械工业部顾问。其子阳和平。
书籍《Silage Choppers & Snake Spirits: The Lives & Struggles of Two Americans in Modern China》是对阳早寒春夫妇的口述历史项目。